# Republikken Krim
Denne artikel omhandler Krim som føderal enhed i Den Russiske Føderation (Rusland). For den tidligere selvstyrende republik i Ukraine, se Autonome Republik Krim.
Republikken Krim (russisk: Республика Крым, tr. Respublika Krym; krimtatarisk: Къырым Джумхуриети, tr. Qırım Cumhuriyeti; ukrainsk: Республіка Крим, tr. Respublika Krim) er ifølge den russiske lovgivning en føderal enhed i Den Russiske Føderation, som de facto kontrollerer det meste af Krim-halvøen. Republikken Krim ligger syd for Ukraine og vest for det sydlige Rusland, på kysten af Sortehavet. Republikken Krims optagelse i Den Russiske Føderation er ikke internationalt anerkendt.
Området var tidligere en del af det Russiske Kejserrige. Inden for Sovjetunionen var Krim først en del af den Russiske Sovjetrepublik og derefter fra 1954 den Ukrainske Sovjetrepublik. Området har siden Ukraines uafhængighed i 1991 været en republik med hjemmestyre inden for Ukraine. Krims autonome status blev udvidet med ændringen af Ukraines forfatning i 1996, der oprettede den Autonome Republik Krim, men også gjorde området uadskilleligt fra Ukraine.
Efter den russiske invasion 28. februar 2014 udråbte Republikken Krim uafhængighed af Ukraine den 11. marts 2014 og afholdt en folkeafstemning den 16. marts 2014, der gav flertal for optagelse i Den Russiske Føderation. Der er uenighed om data for afstemningen. Krimtatarernes råd har anslået valgdeltagelsen til 30-40%. Et medlem af menneskerettighedsrådet under den russiske præsident har anslået at valgdeltagelsen var 30-50 %, og flertallet for russisk anneksion 50-60%. De officielle myndigheder angav på  valgdeltagelsen som 83,1 % i Republikken Krim og 89,5 % i Sevastopol. Afstemningen og optagelsen i Rusland blev fordømt som ulovlig af FN's generalforsamling.
Republikken Krims præsident, Sergej Aksjonov, underskrev"Traktaten om Republikken Krims indtrædelse i Den Russiske Føderation" den 18. marts 2014.
Den 19. marts 2014 påbegyndte det ukrainske militær tilbagetrækningen fra Krim.
Byen Sevastopol, der huser den russiske sortehavsflåde, ligger på Krimhalvøen men tilhører ikke Republikken Krim. Sevastopol er siden 18. marts 2014 ligesom Moskva og Sankt Petersborg føderal by i Den Russiske Føderation.